# Tess Harper
Tess Harper, nata Tessie Jean Washam (Mammoth Spring, 15 agosto 1950), è un'attrice statunitense.

## Biografia
Nata in Arkansas, ha debuttato nel 1983 con il film Un tenero ringraziamento. Nell'ambito dei Golden Globe 1984 ha ottenuto la nomination nella categoria miglior attrice non protagonista proprio per Un tenero ringraziamento. Successivamente ha preso parte ad alcune serie TV come Chiefs e Celebrity. Grazie alla sua interpretazione nel film Crimini del cuore, ha ricevuto la nomination ai Premi Oscar 1987 come miglior attrice non protagonista. Tra gli altri film a cui ha preso parte vi sono Silkwood (1983), Ishtar (1987), L'uomo della luna (1991), The Jackal (1997) e Non è un paese per vecchi (2007). Inoltre ha recitato in molte serie e film per la televisione. È apparsa inoltre nel ruolo della mamma del bimbo interpretato da Macaulay Culkin nel videoclip della canzone Black or White di Michael Jackson.
Nel 1971 ha sposato Ken Harper (da cui ha preso il cognome), da cui ha divorziato nel 1976.

## Filmografia

### Cinema
- Tender Mercies - Un tenero ringraziamento (Tender Mercies), regia di Bruce Beresford (1983)
- Silkwood, regia di Mike Nichols (1983)
- Amityville 3D, regia di Richard Fleischer (1983)
- Crimini del cuore (Crimes of the Heart), regia di Bruce Beresford (1986)
- Ishtar, regia di Elaine May (1987)
- L'uomo della luna (The Man in the Moon), regia di Robert Mulligan (1991)
- The Jackal, regia di Michael Caton-Jones (1997)
- Non è un paese per vecchi (No Country for Old Men), regia di Joel ed Ethan Coen (2007)
- Sunlight Jr. - Sognando la felicità (Sunlight Jr.), regia di Sunlight Jr.), regia di Laurie Collyer (2013)
- The Perfect Guy, regia di David M. Rosenthal (2015)
- Burden, regia di Andrew Heckler (2018)
- El Camino - Il film di Breaking Bad (El Camino: A Breaking Bad Movie), regia di Vince Gilligan (2019)

### Televisione
- Ai confini della realtà (The Twilight Zone) - serie TV, 1 episodio (1986)
- Daddy - Un padre ragazzo (Daddy), regia di John Herzfeld - film TV (1987)
- La signora in giallo (Murder, She Wrote) - serie TV, episodio 3x17 (1987)
- Walker Texas Ranger – serie TV, episodio 5x24 (1997)
- Ultime dal cielo (Early Edition) - serie TV, 7 episodi (1997-2000)
- Senza traccia (Without a Trace) - serie TV, 1 episodio (2007)
- Breaking Bad - serie TV, 4 episodi (2008-2010)
- Grey's Anatomy - serie TV, episodio 6x16 (2010)
- A Christmas Wish, regia di Craig Clyde - film TV (2011)
- True Detective - serie TV, 1 episodio (2014)
- Criminal Minds - serie TV, episodio 10x17 (2015)

## Riconoscimenti
- Premio Oscar
  - 1987 – Candidatura alla miglior attrice non protagonista per Crimini del cuore

## Doppiatrici italiane
Nelle versioni in italiano delle opere in cui ha recitato, Tess Harper è stata doppiata da:
- Aurora Cancian ne Un uomo, una donna, una pistola, Grey's Anatomy
- Fabrizia Castagnoli in The Jackal, Le regole del delitto perfetto
- Graziella Polesinanti in Non è un paese per vecchi, Cold Case - Delitti irrisolti
- Vittoria Febbi in Tender Mercies - Un tenero ringraziamento
- Liliana Sorrentino ne La signora in giallo
- Angiolina Quinterno in Crimini del cuore
- Melina Martello ne L'uomo della luna
- Caterina Rochira ne La scelta di Joey
- Antonella Giannini in Sunlight Jr. - Sognando la felicità
- Lorenza Biella in Private Practice
- Paola Del Bosco in A Christmas Wish
- Rita Savagnone in Criminal Minds